# Grube Glückzu
Die Grube Glückzu ist eine ehemalige Toneisenstein-Grube des Bensberger Erzreviers in Bergisch Gladbach. Das Gelände gehört zum Stadtteil Lückerath. Die Mutung vom 4. Mai 1850 erfolgte auf den Namen Glückauf. Der Mutschein trägt das Datum 9. November 1850. Die Verleihungsurkunde stammt vom 21. Mai 1853 mit dem Namen Glückzu auf Toneisenstein. Es handelt sich um eine komplette Überdeckung des Grubenfeldes Fortuna. Die Toneisensteinfunde machte man hier in den alten Grubenbauen. Über die Betriebstätigkeiten ist nichts Näheres bekannt.